# Manuscrito del Nuevo Testamento escrito en letras minúsculas o cursivas

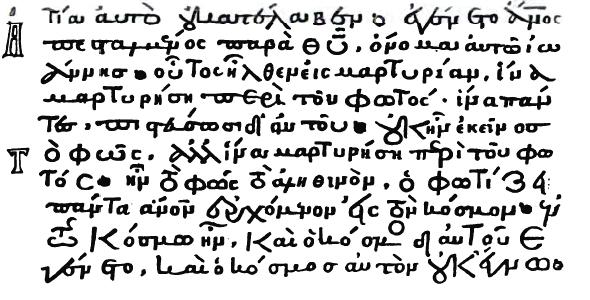
El Códice Ebneriano, Minúscula 105, (XII), Juan 1:5b-10

Un Manuscrito del Nuevo Testamento en minúsculas es una copia de una porción del Nuevo Testamento escrito con una escritura pequeña, cursiva griega (a diferencia de la uncial). La mayoría de los manuscritos en minúsculas fueron escritos en pergamino. El papel no se utilizó hasta el siglo XII. 
Los manuscritos del Nuevo Testamento escritos en minúsculas se distinguen de los:
- Papiros del Nuevo Testamento — escritos en papiro y son más antiguos que los mss. en minúsculas;
- Unciales del Nuevo Testamento — escritos en escritura uncial (incluye todas las letras capitales) también más antiguos que los mss. en minúsculas; y,
- Leccionarios del Nuevo Testamento — usualmente escritos en letras minúsculas (pero algunos escritos en letras unciales), generalmente contemporáneos.

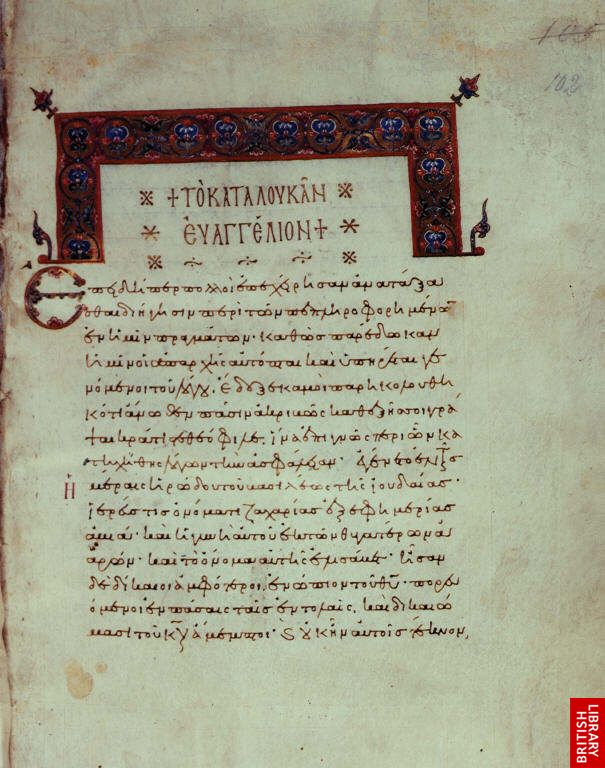
Minúscula 481, Evangelio de Lucas 1:1-7a

Los códices en minúsculas contienen comentarios y material adicional, como, Prolegomena a los cuatro Evangelios, la Epistula ad Carpianum, el tratado de Pseudo-Doroteo en Setenta discípulos y doce apóstoles (82, 93, 117, 459, 613), Lista de los milagros del Señor (p. ej. 536), Lista de las Parábolas de Jesús (p. ej. 273, 536), biografías cortas de los Apóstoles, o sumarios de los viajes de Pablo (p. ej. 468). Hasta el siglo XIX algunos manuscritos tenían notas con la fecha y el lugar de composición de los diferentes libros del NT. Algunos manuscritos informaron sobre el nombre del escriba y la fecha de composición del manuscrito, pero por lo general contados desde la fecha de la creación del mundo (5508 a. C.). Esto a la manera bizantina. Únicamente unos cuantos códices en letras minúsculas están fechados a partir del nacimiento de Cristo.

## Clasificación de los manuscritos en minúsculas

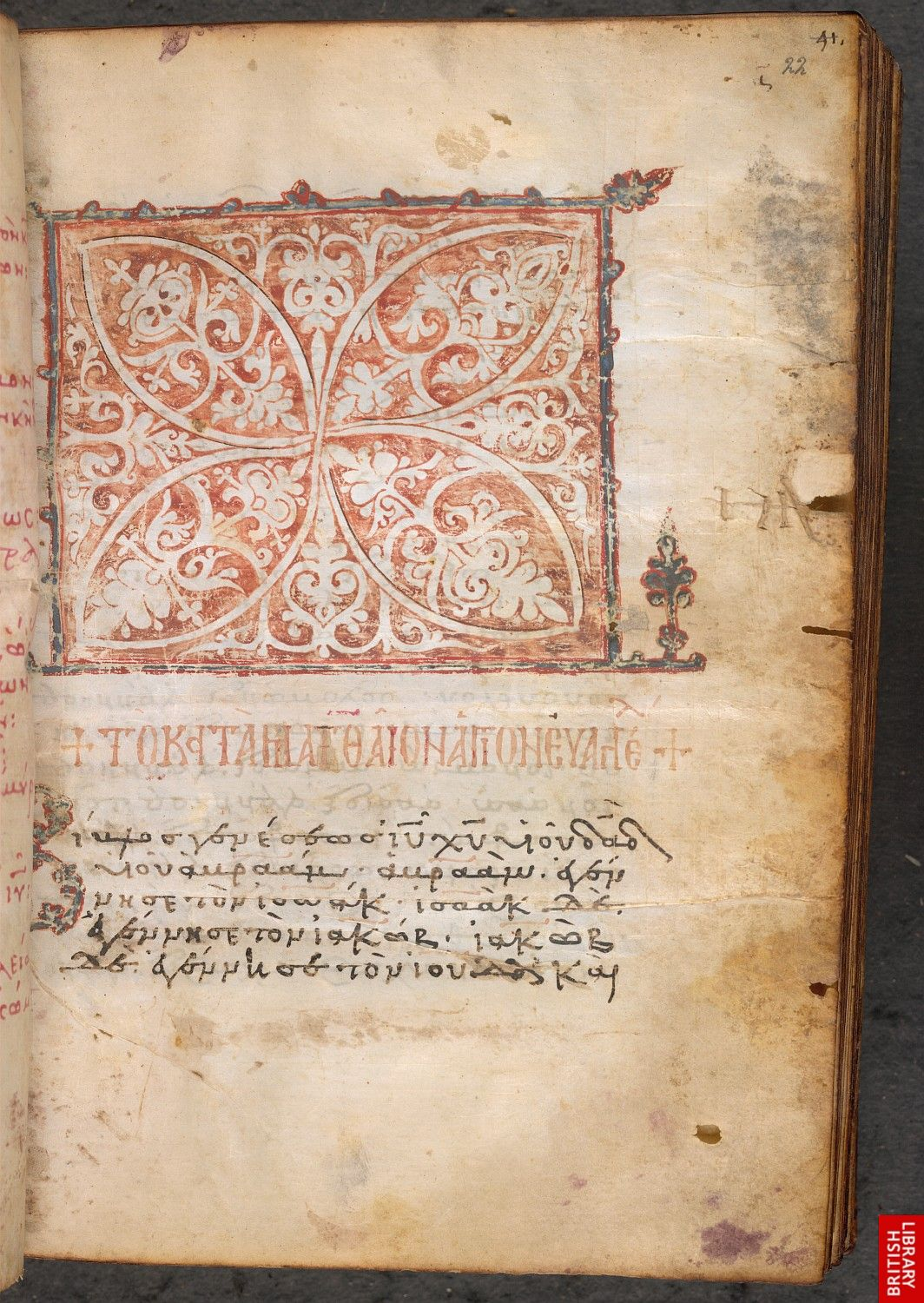
Minúscula 485, inicio de Mateo

Hasta el momento de J. J. Wettstein, los manuscritos en minúsculas habían sido indicados por numerales arábigos, pero los números en cada uno de los cuatro grupos de los libros del Nuevo testamento inician con 1, y así "1" podría indicar un libro en alguno de los manuscritos (p. ej. 1eap, 1.r, 2e, 2ap). Diversas partes del mismo manuscrito tienen diferentes números (p.ej. 18evv, 113Hechos, 132Pablo, y 51Apoc pertenecían al mismo manuscrito). Únicamente la situación para el primer manuscrito era simple, por el número 1 en los Evangelios (1e), en los Hechos y Cartas católicas (1.a), y las cartas de Pablo (1p). Este sistema era complicado. 
Scrivener, por ejemplo, enumeró a los códices escritos en minúsculas, para ser conocidos por el: 
- Evangelios .... 739
- Hechos y Cartas católicas .... 261
- Cartas de Pablo .... 338
- Revelación (Apocalipsis).... 122

Esto no significa que el número total de Mss. en minúsculas era 1460, porque algunos de ellos pertenecen al mismo manuscrito.
El sistema de Wettstein fue mejorado y corregido por F. H. A. Scrivener, C. R. Gregory, y otros eruditos. Aland renumeró los manuscritos en minúsculas (1.r recibió el número 2814, 2ap recibió 2815, 4ap recibió 2816 etc.), y ahora cada manuscrito en minúsculas tiene un número diferente de catálogo. 

Mss. en minúsculas renumerados: 
- 1.r recibió el número 2814,
- 2ap recibió 2815,
- 4ap recibió 2816,
- 7p recibió 2817,
- 36.a recibió 2818,
- 753b recibió 2819,
- 753c recibió 2820,
- 60.r recibió 2821,
- 1274bap recibió 2822,
- 1352bap recibió 2824,
- 1674bap recibió 2825,
- 1674cap recibió 2826,
- 1674dap recibió 2827,
- 1681bap recibió 2828,
- 1755bap recibió 2829,
- 1755cap recibió 2830,
- 2306bap recibió 2831,
- 2306cap recibió 2832,
- 2306dap recibió 2833,
- 2306eap recibió 2834,
- ℓ 1891ap recibió 2835.

Wettstein conoció 112 códices en minúsculas de los Evangelios, 58 de los Hechos, 60 de Pablo, y 28 de Revelación (Apocalipsis). Los manuscritos de los Evangelios con los números 260–469 fueron agregados a la lista por Scholz (1794–1852). Gregory en 1908 conoció todos los 2292 manuscritos del Nuevo Testamento en letras minúsculas. Ahora tenemose 2911 códices en minúsculas catalogados por el Instituto de Investigación Textual del Nuevo Testamento (INTF) en Münster.

## Listas de los manuscritos del Nuevo Testamento escritos en letras minúsculas o cursivas
- Lista de los manuscritos del Nuevo Testamento escritos en letras minúsculas o cursivas (1-1000)
- Lista de los manuscritos del Nuevo Testamento escritos en letras minúsculas o cursivas (1001-2000)
- Lista de los manuscritos del Nuevo Testamento escritos en letras minúsculas o cursivas (2001-)